# The Kink Kontroversy
The Kink Kontroversy är ett musikalbum av The Kinks, utgivet 1965 på skivbolaget Pye Records. Albumet gavs ut på Reprise Records i USA. Kritiker ser ofta det här albumet som mellanläget mellan de tidiga riviga Kinks à la "You Really Got Me" och de senare mer albumorienterade och samhällskommenterade Kinks. Detta är extra tydligt i albumets hitlåt "Till the End of the Day" där riffen från gruppens tidiga period kvarstår, men låten är lugnare och har en mer genomtänkt text. "Till the End of the Day" var en av gruppens stora Tio i topp-hits i Sverige.

## Låtlista
(Låtar utan angiven upphovsman är skrivna av Ray Davies)
1. Milk Cow Blues (Estes) - 3:44
2. Ring the Bells - 2:21
3. Gotta Get the First Plane Home - 1:49
4. When I See That Girl of Mine - 2:12
5. I Am Free - 2:32
6. Till the End of the Day - 2:21
7. The World Keeps Going Round - 2:36
8. I'm on an Island - 2:19
9. Where Have All the Good Times Gone - 2:53
10. It's Too Late - 2:37
11. What's in Store for Me - 2:06
12. You Can't Win - 2:42